# Habitatge a la plaça Capdevila, 21 (Tremp)
L'Habitatge a la plaça Capdevila, 21 és un edifici de Tremp (Pallars Jussà) protegit com a Bé Cultural d'Interès Local.

## Descripció
Es tracta d'un edifici entre mitgeres amb el cos lateral esquerre de tres altures i el lateral dret, de dues. Ambdós presenten elements arquitectònics diferenciats. El lateral esquerre compta amb una decoració de tipus classicista rellevant. Les mènsules amb forma de volutes molt amples i decoració floral apareixen suportant els dos balcons. Destaquen també les dues llindes del segon pis, amb plafons ceràmics de motius florals i una petxina central. Els balcons compten amb baranes metàl·liques treballades en formes seriades i geomètriques. Del cos lateral dret destaquen els arcs rebaixats, així com el balcó corregut amb barana metàl·lica amb motius decoratius geomètrics units per garlandes.